# Mit Gesang geht alles besser
Mit Gesang geht alles besser (Originaltitel: Welcome Stranger) ist eine US-amerikanische Filmkomödie aus dem Jahr 1947 von Elliott Nugent mit Bing Crosby und Joan Caulfield in den Hauptrollen. Der Film wurde von Paramount Pictures produziert.

## Handlung
Dr. Joseph McRory, seit 35 Jahren Arzt in der Kleinstadt Fallbridge in Maine, bereitet sich auf eine zweimonatige Urlaubsreise vor. Er lernt den jungen Arzt Dr. Jim Pearson kennen, ist aber von dessen Gedankenlosigkeit nicht begeistert. Er weiß nicht, dass der junge Arzt seine Urlaubsvertretung ist. Sobald er jedoch erkennt, wer Jim ist, versucht er, eine andere Vertretung zu bekommen. Jim lernt die Lehrerin Trudy Mason kennen, die mit dem Apotheker Roy Chesley verlobt ist, und verliebt sich in sie.
Um sich bei den Einwohnern beliebt zu machen, veranstaltet Jim ein Tanzfest zu Ehren von Dr. McRory. Bei dem Fest betrinkt sich der Zeitungsherausgeber Bill Walters. Dessen Tochter Emily bittet Jim um Hilfe, der Bill vom weiteren Whiskygenuss abbringen kann. Kurz darauf bekommt Dr. McRory eine Blinddarmentzündung. Mit Trudys Hilfe nimmt Jim eine erfolgreiche Notoperation vor, die ihm den Respekt des alten Arztes einbringt. Nachdem Jim und Trudy eine Schlittenfahrt unternommen haben, fordert Dr. McRory seinen jungen Kollegen auf, zu verhindern, dass seine wahre Liebe den Falschen heiratet. Als Trudy Jim bei einer Hausgeburt unterstützt, verpasst sie dadurch eine Verabredung mit Roy, der ihr zu Hause eine Szene macht. Trudy ist das alles zu viel. Sie löst die Verlobung mit Roy und will auch Jim nicht mehr sehen.
Unterdessen eröffnet Dr. Ronnie Jenks, den Dr. McRory ursprünglich als seine Vertretung an Stelle von Jim haben wollte, eine eigene Praxis in Fallbridge. Ross Vater Charles Chesley, Vorsitzender im Stadtrat, kämpft darum, Dr. McRory zum Leiter der Chirurgie des örtlichen Krankenhauses zu machen. Jenks und McRory werden zu einer Testuntersuchung geladen für die Jim seinen alten Freund vorbereitet. Während des Tests kommt es an der Schule zu einer Epidemie, die die Ärzte untersuchen sollen. Jenks diagnostiziert Fälle von Hirnhautentzündung und alarmiert den Stadtrat, während Jim und McRory herausfinden, dass die Schüler Zigaretten geraucht haben und ihnen deswegen schlecht geworden ist. Chesley ist wütend, dass er eine Lieferung von Impfstoffen umsonst veranlasst hat. Er bietet McRory die Stelle im Krankenhaus an unter der Bedingung, dass Jim sein Assistent wird. Jim und Trudy entschließen sich, zu heiraten.

## Hintergrund
Gedreht wurde der Film vom 11. März bis Mitte Mai 1946 auf der Movie Ranch des Studios in Calabasas, im San Fernando Valley sowie in den Paramount-Studios in Hollywood.
Für die britische Fassung durften den damaligen Regularien entsprechend medizinische Begriffe für die Betäubung, z. B. Äther und Anästhesie, nicht benutzt werden. Chirurgische Instrumente durften nicht gezeigt werden und wurden mit Tüchern abgedeckt.
Franz Bachelin und Hans Dreier oblag die künstlerische Leitung. Sam Comer und John MacNeil waren für das Szenenbild zuständig, Edith Head für die Kostüme. Farciot Edouart schuf die visuellen Effekte. Leiter der Schnitt-Abteilung war LeRoy Stone. Michael D. Moore arbeitete als Regieassistent.
Das Orchester wurde von Charles Bradshaw, Sidney Cutner und George Parrish und Leo Shuken geleitet. Die Songs My Heart Is a Hobo, Country Style, As Long as I'm Dreaming und Smile Right Back at the Sun wurden von Jimmy Van Heusen komponiert. Die Texte von Johnny Burke wurden für den Film von Joseph J. Lilley arrangiert.

## Veröffentlichung
Die Premiere des Films fand am 13. Juni 1947 statt. In der Bundesrepublik Deutschland kam er am 16. September 1949 in die Kinos, in Österreich am 2. Dezember 1949.

## Kritiken
Der Filmkritiken-Aggregator Rotten Tomatoes hat in einer Auswertung ein Publikumsergebnis von 67 Prozent positiver Bewertungen ermittelt.
Das Lexikon des internationalen Films schrieb: „Amüsante Komödienunterhaltung.“
Die Filmzeitschrift Cinema befand: „Gable ist das Ass im Psychokrisenfilm von Mervyn LeRoy.“
Der Kritiker der The New York Times zog einen Vergleich mit dem vorherigen Crosby/Fitzgerald-Werk Der Weg zum Glück (1944) heran und kam zu dem Schluss, dass der neue Film die hohe Messlatte des Vorgängers nicht erreiche, wobei das liebenswürdige Comedy-Drama nicht unterschätzt werden dürfe.
Der Kritiker des TV Guide sah eine herzerwärmende Komödie mit Musik mit einer klaren Aussage: Man solle nie ein Buch nach seinem Umschlag (oder hier einen Arzt nach seinem Gesang) beurteilen. Erfreuliche Melodien und eine Steptanznummer, die zum Mitwippen verleite, seien ebenfalls enthalten.